# Kurt Tassotti

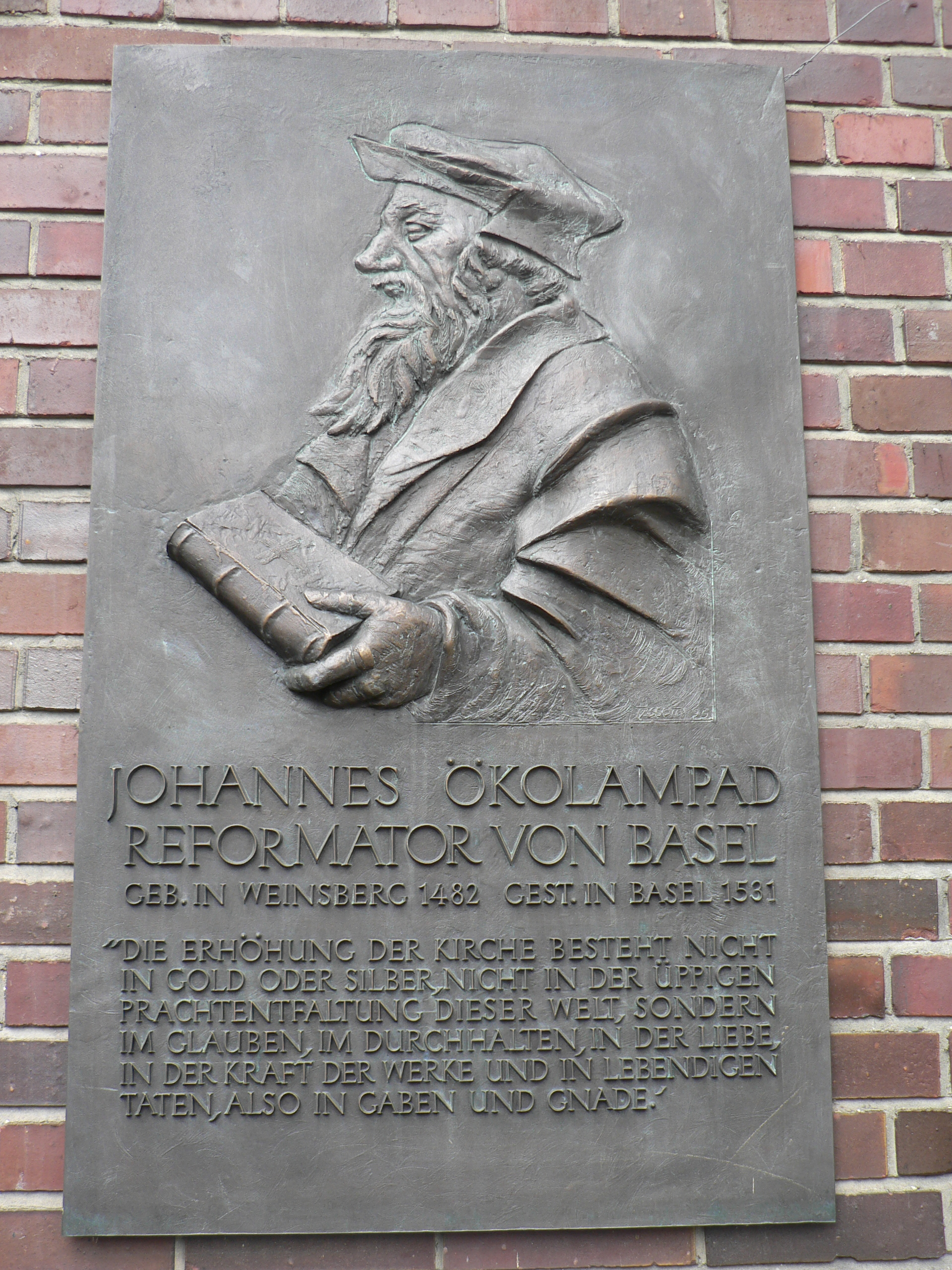
Identische Reliefs von Johannes Oekolampad in Basel und Weinsberg

Kurt Tassotti (* 1948 in Feldkirchen in Kärnten, Österreich) ist ein in Deutschland lebender Bildhauer.

## Leben und Werk
Kurt Tassotti studierte von 1980 bis 1981 bei Gerd Neisser an der Freien Kunstschule in Stuttgart und von 1981 bis 1986 an der Staatlichen Akademie der Bildenden Künste Stuttgart. Seine Professoren waren der Bildhauer Karl-Henning Seemann (1981–1982) und Alfred Hrdlicka (1982–1986). Tassoti begann 1984 als Bildhauer zu arbeiten. Er wohnt und arbeitet in Mühlacker.

## Werke (Auswahl)
- Büste von Johann Sebastian Bach (1984), Internationale Bachakademie in Stuttgart
- Zweifigurengruppe (1986), Marktstraße in Soltau
- Mondharmonikaspieler (1988), Krupp Wohnungsbau in Essen
- Saureiterbrunnen (1992), Heilbronn-Sontheim
- Relief Johannes Oekolampad (1995), Evangelische Kirchengemeinde in Weinsberg und ein identisches Relief in Basel, Schweiz
- Hommage ans Alter (1995), Wiernsheim-Iptingen
- Impuls (1996), Marktplatz in Ötisheim
- Schweinegruppe (1999), Hamburg
- Scholwenhopferbrunnen (1999), Eisingen
- Brunnen/Skulptur Dorothea Grünhagen (Grefel Dojen)[1] (2001), Marktplatz Dorothea Grünhagen in Dorfmark (Bad Fallingbostel)
- Statue Hermann Hesse (2002), Nikolausbrücke in Calw
- Landschaft (2003), Natur am Venusberg in Aidlingen
- Brunnenplastik (2006), Stadtwerke in Mühlacker
- Ort (2007), Rathaus in Tamm
- Bacchus-Brunnen (2008), Seniorenzentrum Paul Gerhardt in Pforzheim
- Büste von Hermann Hesse (2009)
- Geschichtsband (2010) in Kehl
- Bertha Benz (2010), an der Bertha Benz Memorial Route in Neulingen
- Lenchen Demuth, (2012, Bronze) in der Nähe ihres Geburtshauses in St. Wendel

## Fotos

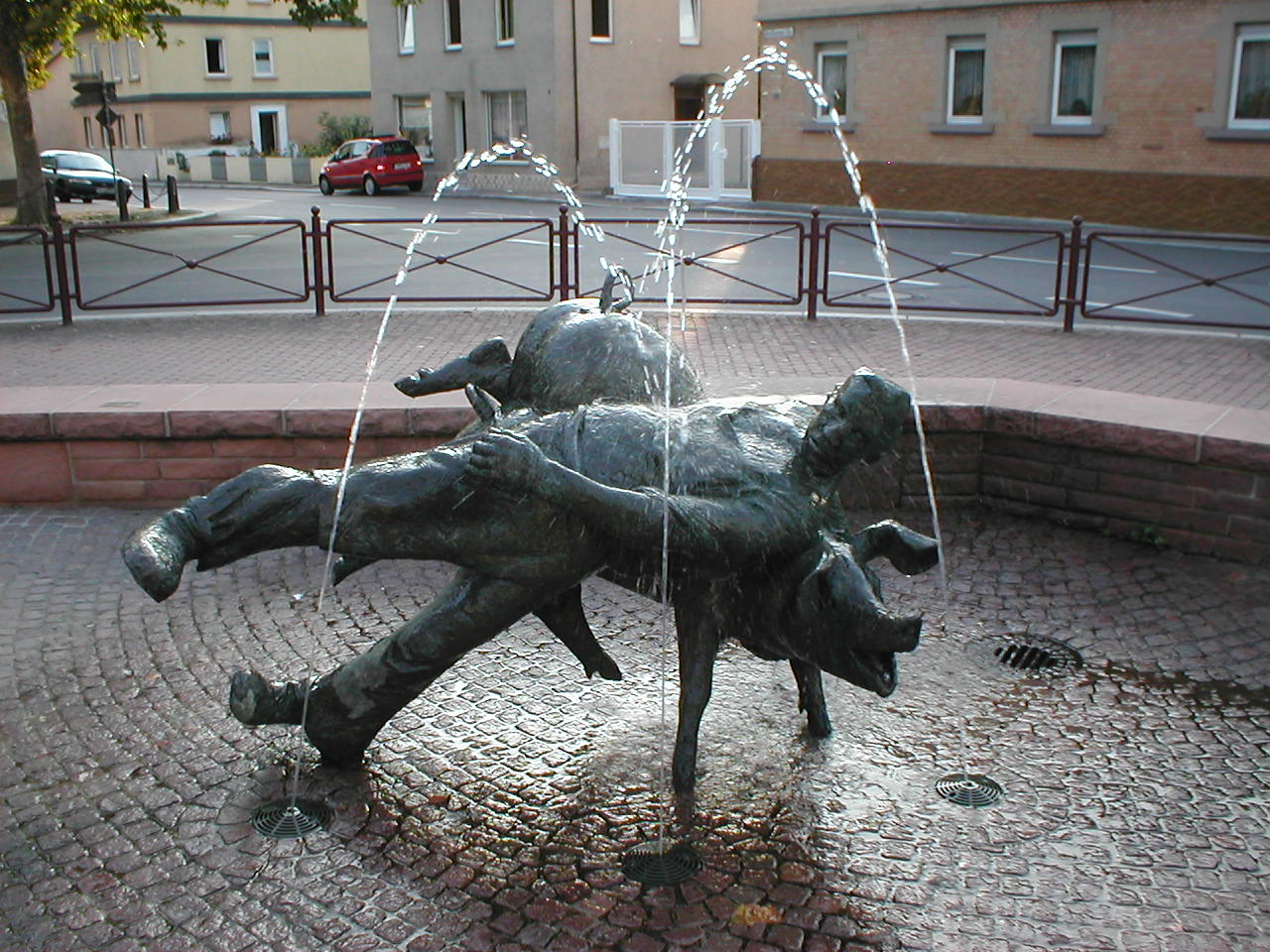
Saureiterbrunnen, Heilbronn
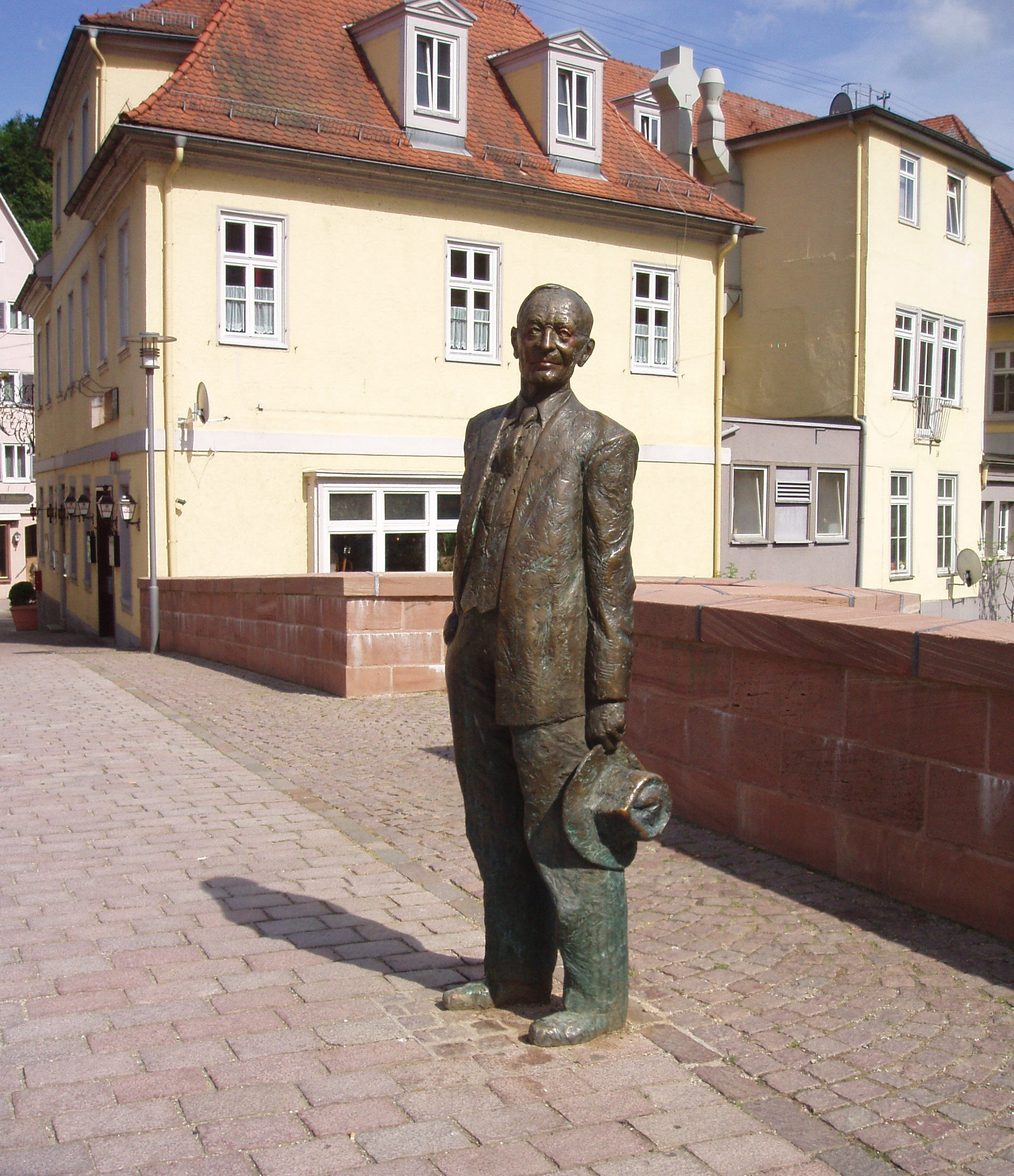
Statue Hermann Hesse, Calw
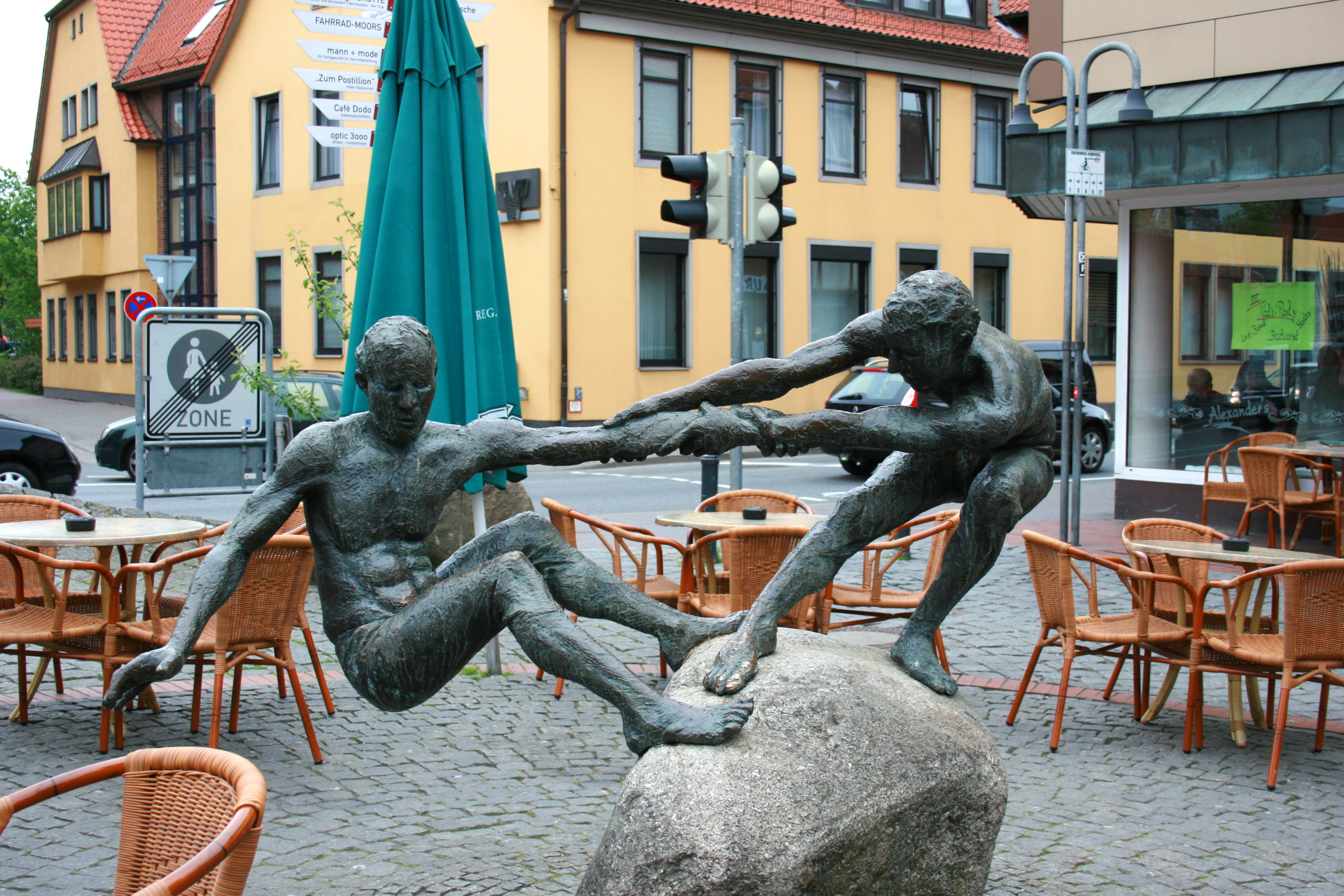
Zweifigurengruppe, Soltau
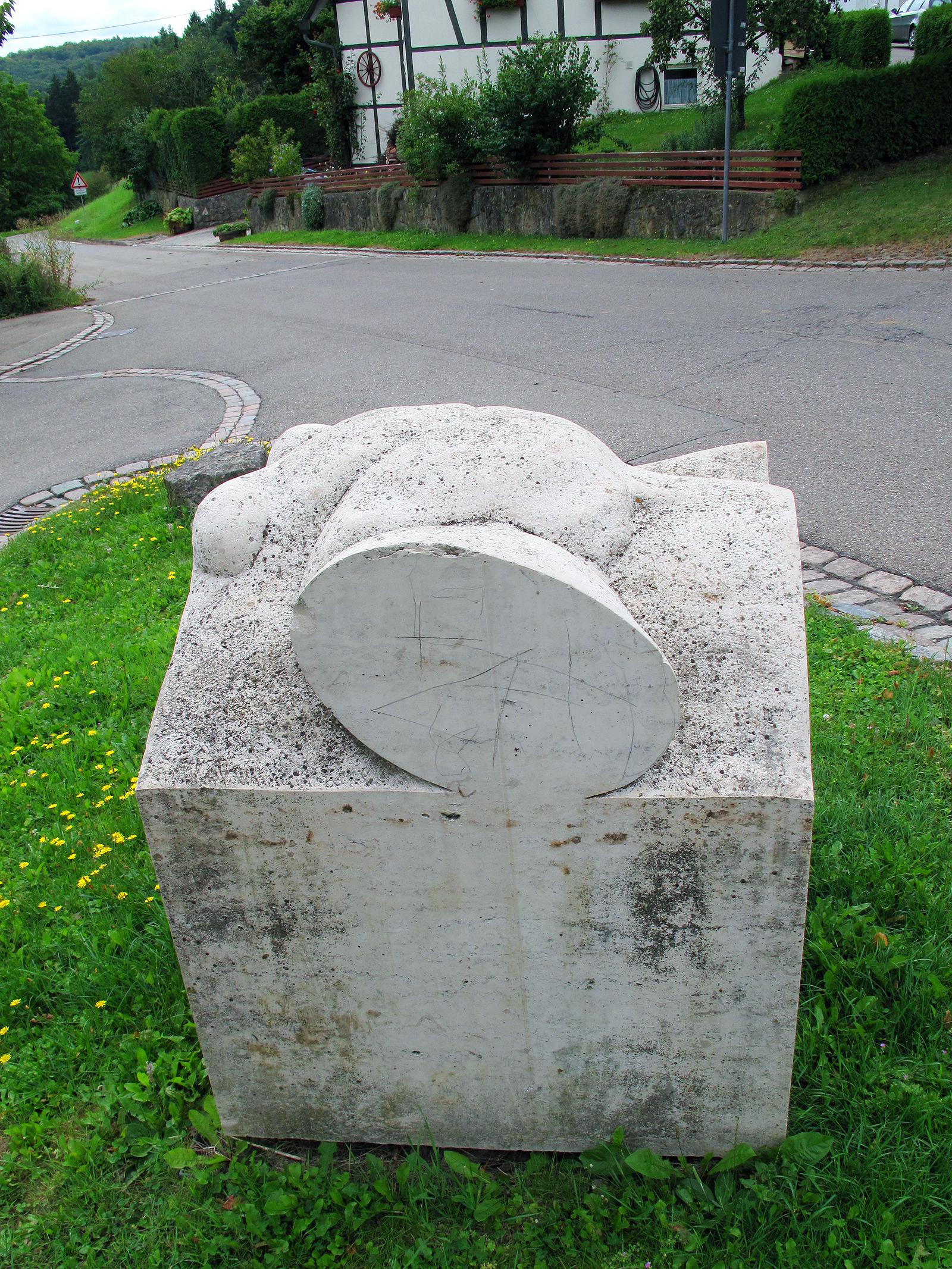
Landschaft, Aidlingen
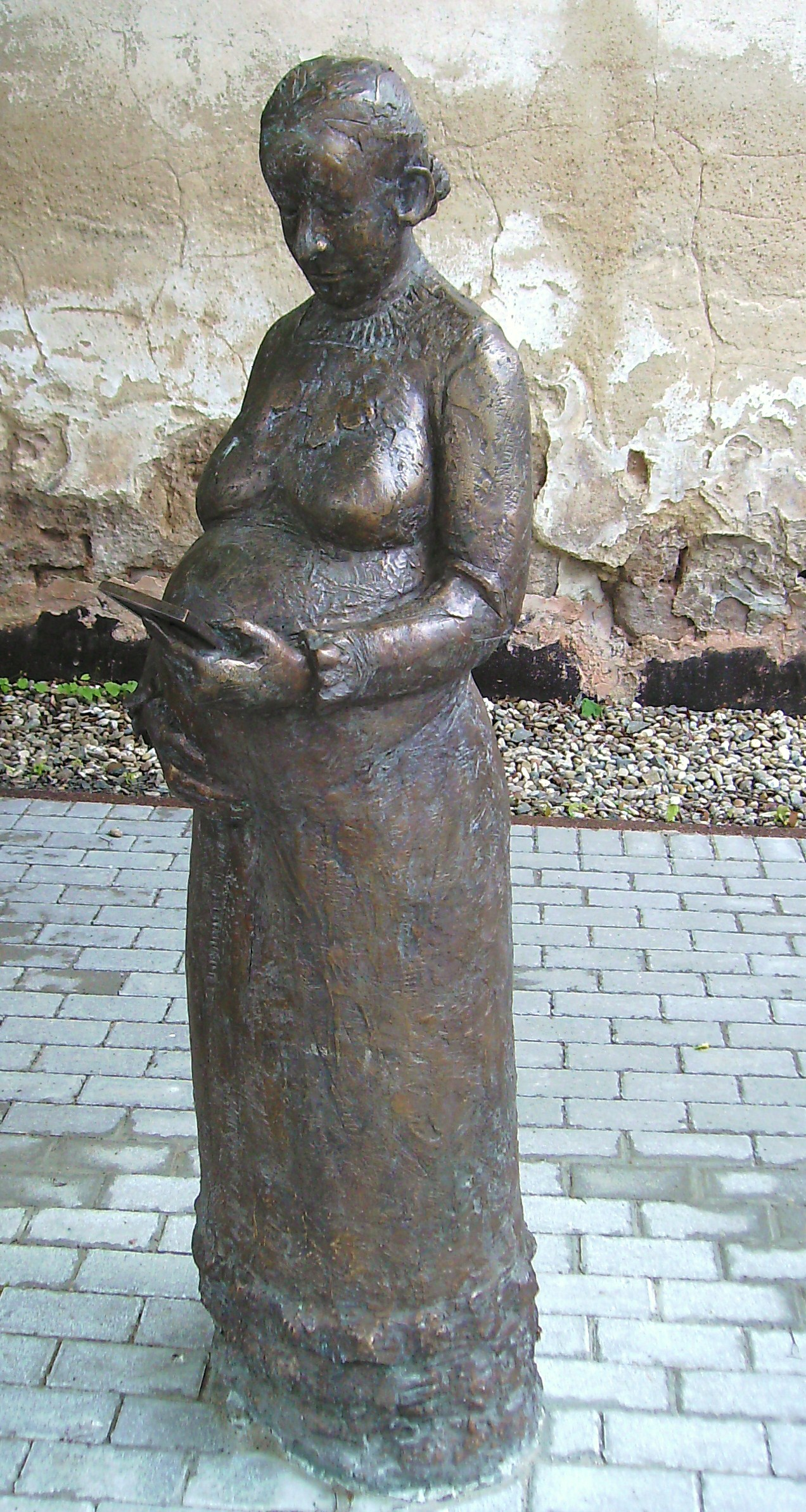
Lenchen Demuth, (Bronze, 2012) in St. Wendel
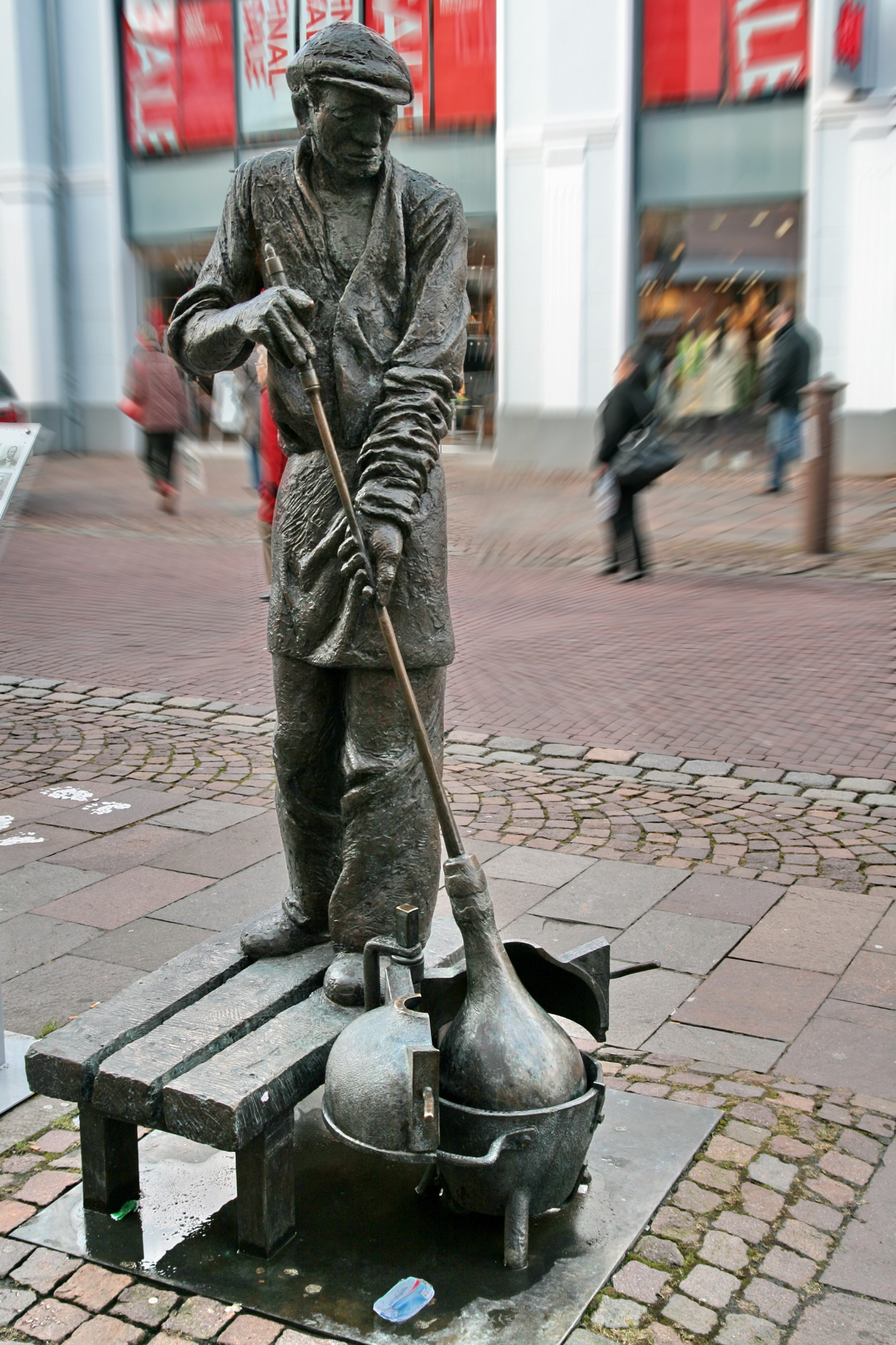
Glasbläser, Nienburg/Weser
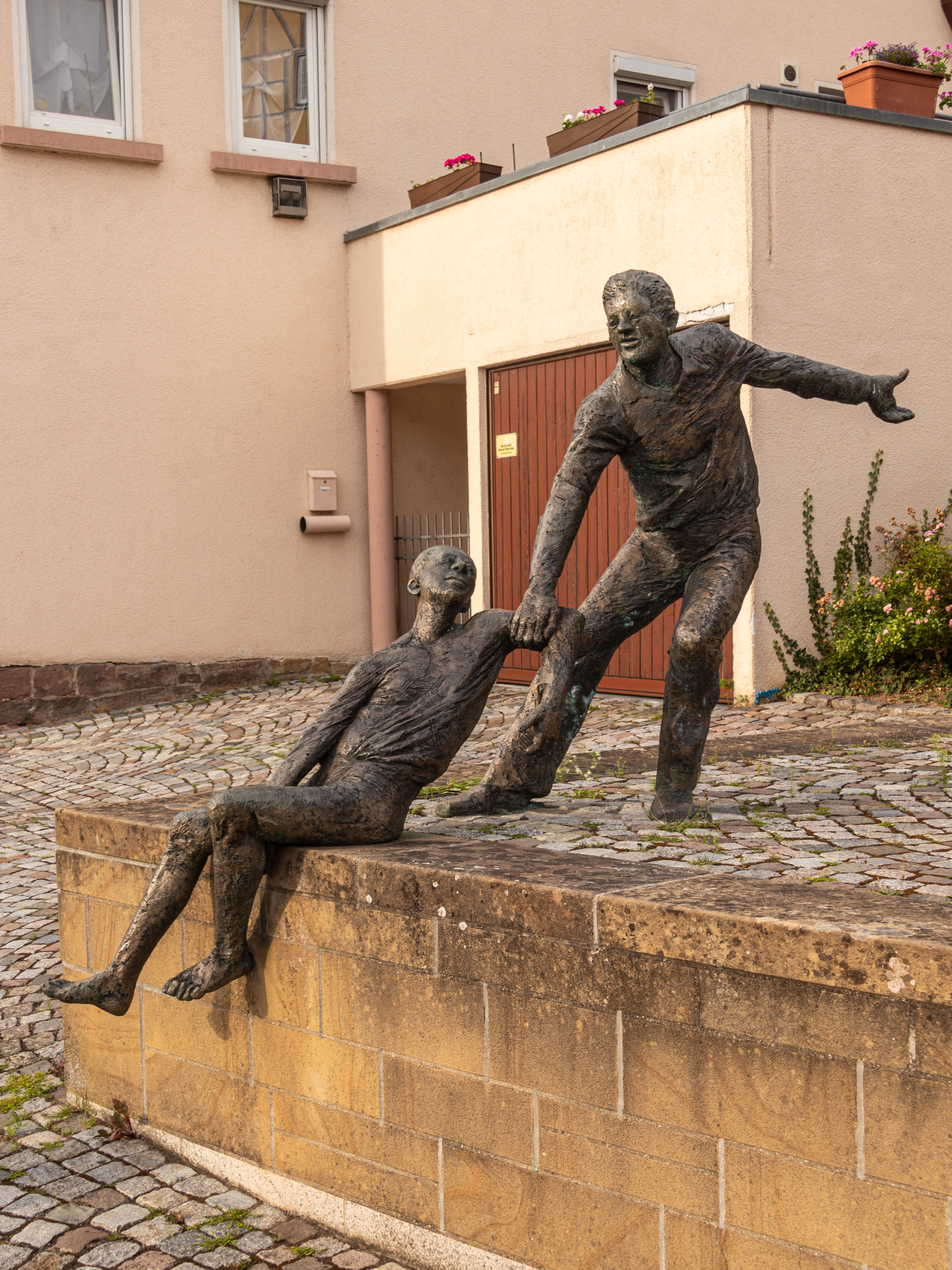
Impuls (1996) in Ötisheim